# European Challenge Cup 2013-2014
La European Challenge Cup 2013-14 (in inglese 2013-14 European Challenge Cup; in francese Challenge européen 2013-14), per motivi di sponsorizzazione nota anche come Amlin Challenge Cup 2013-14, fu la 18ª edizione della European Challenge Cup, competizione per club di rugby a 15 organizzata da European Rugby Cup come torneo cadetto della Heineken Cup.
Si tenne dal 10 ottobre 2013 al 23 maggio 2014 tra 20 squadre provenienti da 6 federazioni (Francia, Galles, Inghilterra, Italia, Portogallo e Romania).
La federazione spagnola, per motivi economici, ritirò dalla competizione la propria formazione, che fu rimpiazzata da una franchise portoghese, i Lusitanos XV, che disputò i suoi incontri interni allo stadio nazionale di Lisbona.
Fu l'ultima edizione a essere organizzata da European Rugby Cup: a seguito di un accordo economico tra le federazioni del Sei Nazioni e le tre leghe professionistiche in esso operanti (Pro12, Premiership Rugby e Ligue Nationale de Rugby) la ERC fu sciolta e al suo posto fu costituita una nuova società di diritto svizzero, la European Professional Club Rugby, che ereditò le competizioni europee e le ristrutturò su base completamente meritocratica.
Al pari delle quattro edizioni precedenti, la European Challenge Cup accolse a partire dai quarti di finale le migliori tre squadre non qualificate alle fasi a eliminazione diretta di Heineken Cup: per la terza volta consecutiva, e per la quarta sulle cinque edizioni in totale disputate con tale formula, la vittoria finale arrise a una delle compagini provenienti dalla competizione di rango superiore: ad aggiudicarsi il torneo fu infatti il Northampton, alla sua seconda affermazione, che batté 30-16 la connazionale Bath nella finale di Cardiff.

## Formula
La formula fu quella introdotta nel 2009-10 da European Rugby Cup: le 20 squadre furono suddivise in 5 gironi all'italiana da 4 squadre ciascuno con gare di andata e ritorno; furono promosse ai quarti di finale solo le cinque squadre vincitrici di girone, cui si affiancarono le tre migliori non qualificate ai quarti della Heineken Cup 2013-14.
Alle prime quattro vincitrici di girone della Challenge Cup fu assegnato un seeding da 1 a 4, determinato in base al punteggio conseguito nel girone e, a seguire, le mete segnate e la differenza punti fatti/subiti; con lo stesso criterio di punteggio le tre squadre provenienti dalla Heineken Cup ricevettero il seeding da 5 a 7.
La quinta miglior vincitrice ricevette il seeding numero 8 e dovette affrontare la vincitrice con il seeding numero 1 nei quarti di finale.
Le squadre con il seeding da 1 a 4 disputarono la gara di quarti di finale sul campo interno; nelle semifinali la squadra di casa fu quella con il seeding più alto all'inizio della fase a eliminazione diretta.
La finale si tenne al Cardiff Arms Park, impianto della capitale gallese.

## Squadre partecipanti
| Girone 1                                                                                       | Girone 2                                                                                     | Girone 3                                                                              | Girone 4                                                                          | Girone 5                                                                                                   |
| ---------------------------------------------------------------------------------------------- | -------------------------------------------------------------------------------------------- | ------------------------------------------------------------------------------------- | --------------------------------------------------------------------------------- | --- |
| - Biarritz (Francia) - Oyonnax (Francia) - Sale Sharks (Inghilterra) - Worcester (Inghilterra) | - Bordeaux Bègles (Francia) - Newport G.D. (Galles) - Bath (Inghilterra) - Mogliano (Italia) | - Brive (Francia) - Newcastle (Inghilterra) - Calvisano (Italia) - Bucarest (Romania) | - Bayonne (Francia) - Grenoble (Francia) - Wasps (Inghilterra) - Viadana (Italia) | - Stade français (Francia) - London Irish (Inghilterra) - I Cavalieri (Italia) - Lusitanos XV (Portogallo) |

## Fase a gironi

### Girone A
|            | Incontri girone 1       |       |
| ---------- | ----------------------- | ----- |
| 10-10-2013 | Sale Sharks — Biarritz  | 33-10 |
| 12-10-2013 | Oyonnax — Worcester     | 9-9   |
| 19-10-2013 | Biarritz — Oyonnax      | 26-6  |
| 19-10-2013 | Worcester — Sale Sharks | 15-29 |
| 5-12-2013  | Worcester — Biarritz    | 15-19 |
| 5-12-2013  | Oyonnax — Sale Sharks   | 16-10 |
| 12-12-2013 | Biarritz — Worcester    | 33-25 |
| 13-12-2013 | Sale Sharks — Oyonnax   | 53-14 |
| 11-1-2014  | Oyonnax — Biarritz      | 28-24 |
| 10-1-2014  | Sale Sharks — Worcester | 21-3  |
| 18-1-2014  | Biarritz — Sale Sharks  | 7-9   |
| 18-1-2014  | Worcester — Oyonnax     | 20-13 |

#### Classifica
| Pos | Squadra     | G | V | N | P | PF  | PS  | P±  | BP | PT |
| --- | ----------- | - | - | - | - | --- | --- | --- | -- | -- |
| 1   | Sale Sharks | 6 | 5 | 0 | 1 | 155 | 65  | 90  | 3  | 23 |
| 2   | Biarritz    | 6 | 3 | 0 | 3 | 119 | 116 | 3   | 4  | 16 |
| 3   | Oyonnax     | 6 | 2 | 1 | 3 | 86  | 142 | −56 | 2  | 12 |
| 4   | Worcester   | 6 | 1 | 1 | 4 | 87  | 124 | −37 | 1  | 7  |

### Girone B
|            | Incontri girone 2              |       |
| ---------- | ------------------------------ | ----- |
| 11-10-2013 | Newport G.D. — Mogliano        | 50-8  |
| 12-10-2013 | Bordeaux-Bègles — Bath         | 6-15  |
| 19-10-2013 | Mogliano — Bordeaux-Bègles     | 20-32 |
| 19-10-2013 | Bath — Newport G.D.            | 26-10 |
| 6-12-2013  | Newport G.D. — Bordeaux-Bègles | 40-24 |
| 7-12-2013  | Mogliano — Bath                | 8-55  |
| 12-12-2013 | Bordeaux-Bègles — Newport G.D. | 32-13 |
| 14-12-2013 | Bath — Mogliano                | 63-0  |
| 10-1-2014  | Bordeaux-Bègles — Mogliano     | 64-7  |
| 11-1-2014  | Newport G.D. — Bath            | 13-30 |
| 16-1-2014  | Bath — Bordeaux-Bègles         | 54-13 |
| 16-1-2014  | Mogliano — Newport G.D.        | 12-24 |

#### Classifica
| Pos | Squadra         | G | V | N | P | PF  | PS  | P±   | BP | PT |
| --- | --------------- | - | - | - | - | --- | --- | ---- | -- | -- |
| 1   | Bath            | 6 | 6 | 0 | 0 | 243 | 50  | 193  | 4  | 28 |
| 2   | Bordeaux Bègles | 6 | 3 | 0 | 3 | 171 | 149 | 22   | 2  | 14 |
| 3   | Newport G.D.    | 6 | 3 | 0 | 3 | 150 | 132 | 18   | 2  | 14 |
| 4   | Mogliano        | 6 | 0 | 0 | 6 | 55  | 288 | −233 | 0  | 0  |

### Girone C
|            | Incontri girone 3     |       |
| ---------- | --------------------- | ----- |
| 12-10-2013 | Bucarest — Newcastle  | 12-13 |
| 12-10-2013 | Calvisano — Brive     | 20-20 |
| 19-10-2013 | Bucarest — Calvisano  | 37-15 |
| 19-10-2013 | Brive — Newcastle     | 23-16 |
| 7-12-2013  | Bucarest — Brive      | 13-18 |
| 8-12-2013  | Newcastle — Calvisano | 37-15 |
| 12-12-2013 | Brive — Bucarest      | 20-9  |
| 14-12-2013 | Calvisano — Newcastle | 10-25 |
| 11-1-2014  | Calvisano — Bucarest  | 11-23 |
| 9-1-2014   | Newcastle — Brive     | 7-9   |
| 16-1-2014  | Brive — Calvisano     | 31-9  |
| 16-1-2014  | Newcastle — Bucarest  | 28-0  |

#### Classifica
| Pos | Squadra   | G | V | N | P | PF  | PS  | P±  | BP | PT |
| --- | --------- | - | - | - | - | --- | --- | --- | -- | -- |
| 1   | Brive     | 6 | 5 | 1 | 0 | 121 | 74  | 47  | 1  | 23 |
| 2   | Newcastle | 6 | 4 | 0 | 2 | 126 | 69  | 57  | 3  | 19 |
| 3   | Bucarest  | 6 | 2 | 0 | 4 | 94  | 105 | −11 | 2  | 10 |
| 4   | Calvisano | 6 | 0 | 1 | 5 | 80  | 173 | −93 | 0  | 2  |

### Girone D
|            | Incontri girone 4       |       |
| ---------- | ----------------------- | ----- |
| 10-10-2013 | Bayonne — Grenoble      | 37-6  |
| 12-10-2013 | Viadana — London Wasps  | 17-90 |
| 17-10-2013 | London Wasps — Bayonne  | 26-10 |
| 18-10-2013 | Grenoble — Viadana      | 40-7  |
| 6-12-2013  | Bayonne — Viadana       | 63-7  |
| 7-12-2013  | Grenoble — London Wasps | 7-47  |
| 14-12-2013 | Viadana — Bayonne       | 19-80 |
| 15-12-2013 | London Wasps — Grenoble | 32-12 |
| 11-1-2014  | Bayonne — London Wasps  | 13-26 |
| 11-1-2014  | Viadana — Grenoble      | 19-19 |
| 17-1-2014  | Grenoble — Bayonne      | 34-16 |
| 19-1-2014  | London Wasps — Viadana  | 64-17 |

#### Classifica
| Pos | Squadra      | G | V | N | P | PF  | PS  | P±   | BP | PT |
| --- | ------------ | - | - | - | - | --- | --- | ---- | -- | -- |
| 1   | London Wasps | 6 | 6 | 0 | 0 | 285 | 76  | 209  | 3  | 27 |
| 2   | Bayonne      | 6 | 3 | 0 | 3 | 219 | 118 | 101  | 3  | 15 |
| 3   | Grenoble     | 6 | 2 | 1 | 3 | 118 | 158 | −40  | 2  | 12 |
| 4   | Viadana      | 6 | 0 | 1 | 5 | 86  | 356 | −270 | 0  | 2  |

### Girone E
|            | Incontri girone 5             |       |
| ---------- | ----------------------------- | ----- |
| 10-10-2013 | Stade français — Lusitanos XV | 61-3  |
| 11-10-2013 | London Irish — I Cavalieri    | 60-11 |
| 19-10-2013 | I Cavalieri — Stade français  | 16-17 |
| 19-10-2013 | Lusitanos XV — London Irish   | 6-67  |
| 7-12-2013  | I Cavalieri — Lusitanos XV    | 40-22 |
| 8-12-2013  | London Irish — Stade français | 24-13 |
| 14-12-2013 | Lusitanos XV — I Cavalieri    | 19-30 |
| 14-12-2013 | Stade français — London Irish | 32-14 |
| 11-1-2014  | London Irish — Lusitanos XV   | 79-3  |
| 9-1-2014   | Stade français — I Cavalieri  | 31-3  |
| 18-1-2014  | I Cavalieri — London Irish    | 0-49  |
| 16-1-2014  | Lusitanos XV — Stade français | 10-48 |

#### Classifica
| Pos | Squadra        | G | V | N | P | PF  | PS  | P±   | BP | PT |
| --- | -------------- | - | - | - | - | --- | --- | ---- | -- | -- |
| 1   | Stade français | 6 | 5 | 0 | 1 | 202 | 70  | 132  | 4  | 24 |
| 2   | London Irish   | 6 | 5 | 0 | 1 | 293 | 65  | 228  | 4  | 24 |
| 3   | I Cavalieri    | 6 | 2 | 0 | 4 | 100 | 198 | −98  | 3  | 11 |
| 4   | Lusitanos XV   | 6 | 0 | 0 | 6 | 63  | 325 | −262 | 0  | 0  |

## Ordine di qualificazione
| Ordine                  | Squadra              | Pt                   | Mt                   | Diff                 |
| Vincitrici di girone    | Vincitrici di girone | Vincitrici di girone | Vincitrici di girone | Vincitrici di girone |
| ----------------------- | -------------------- | -------------------- | -------------------- | -------------------- |
| 1                       | Bath                 | 28                   | 34                   | +193                 |
| 2                       | London Wasps         | 27                   | 38                   | +209                 |
| 3                       | Stade français       | 24                   | 27                   | +127                 |
| 4                       | Sale Sharks          | 23                   | 18                   | +90                  |
| 8                       | Brive                | 23                   | 11                   | +47                  |
| Seconde classificate HC |                      |                      |                      |                      |
| 5                       | Northampton          | 17                   | 11                   | +3                   |
| 6                       | Harlequins           | 16                   | 12                   | +23                  |
| 7                       | Gloucester           | 14                   | 13                   | -1                   |
| —                       |                      |                      |                      |                      |
| —                       |                      |                      |                      |                      |

## Fase a playoff
|  | Quarti di finale | Quarti di finale | Quarti di finale |      |                | Semifinali   | Semifinali | Semifinali |  |  | Finale | Finale      | Finale |
|  |                  |                  |                  |      |                |              |            |            |  |  |        |             |        |
|  | 4                | Sale Sharks      | 14               |      |                |              |            |            |  |  |        |             |        |
|  | 5                | Northampton      | 28               |      |                |              |            |            |  |  |        |             |        |
|  | 5                | Northampton      | 28               |      | 5              | Northampton  | 18         |            |  |  |        |             |        |
|  |                  |                  |                  |      | 5              | Northampton  | 18         |            |  |  |        |             |        |
|  |                  | 6                | Harlequins       | 10   |                |              |            |            |  |  |        |             |        |
|  | 3                | 6                | Harlequins       | 10   | Stade français | 6            |            |            |  |  |        |             |        |
|  | 3                |                  |                  |      | Stade français | 6            |            |            |  |  |        |             |        |
|  | 6                | Harlequins       | 29               |      |                |              |            |            |  |  |        |             |        |
|  |                  |                  |                  |      |                |              |            |            |  |  | 5      | Northampton | 30     |
|  |                  |                  | 1                | Bath | 16             |              |            |            |  |  |        |             |        |
|  | 2                | London Wasps     | 36               |      |                |              |            |            |  |  |        |             |        |
|  | 7                | Gloucester       | 24               |      |                |              |            |            |  |  |        |             |        |
|  | 7                | Gloucester       | 24               |      | 2              | London Wasps | 18         |            |  |  |        |             |        |
|  |                  |                  |                  |      | 2              | London Wasps | 18         |            |  |  |        |             |        |
|  |                  | 1                | Bath             | 24   |                |              |            |            |  |  |        |             |        |
|  | 1                | 1                | Bath             | 24   | Bath           | 39           |            |            |  |  |        |             |        |
|  | 1                |                  |                  |      | Bath           | 39           |            |            |  |  |        |             |        |
|  | 8                | Brive            | 7                |      |                |              |            |            |  |  |        |             |        |

### Quarti di finale
| Arbitro: | Romain Poite |

|                         |    |                                            |
| H. Thomas 5’ Fihaki 73’ | mt | 17’, 37’ Nutley 29’ S. Dickinson 33’ Foden |
| Macleod 5’ Ford 73’     | tr | 17’, 29’, 33’, 37’ Hooley                  |

| Arbitro: | Leighton Hodges |

|                   |      |                             |
|                   | mt   | 45’ Brown 76’ Molenaar      |
|                   | tr   | 45’ N. Evans 76’ B. Botica  |
| M. Steyn 18’, 31’ | c.p. | 15’, 22’, 40’, 56’ N. Evans |
|                   | drop | 73’ N. Evans                |

| Arbitro: | John Lacey |

|                                                               |      |                |
| Agulla 9’, 35’, 49’ Abendanon 28’ Rokoduguni 32’ M. Young 42’ | mt   | 65’ K. Murphy  |
| G. Ford 28’, 42’, 49’                                         | tr   | 65’ Laranjeira |
| G. Ford 20’                                                   | c.p. |                |

| Arbitro: | Marius Mitrea |

|                                   |      |                                       |
| Mullan 30’ Festuccia 43’ Helu 76’ | mt   | 55’ J. May 61’ G. Evans 80’ M. Thomas |
| Goode 30’, 43’, 76’               | tr   | 55’, 61’, 80’ Cook                    |
| Goode 36’, 51’, 65’, 71’          | c.p. | 33’ Cook                              |
| Goode 13’                         | drop |                                       |

### Semifinali
| Arbitro: | George Clancy |

|                              |      |               |
| T. Collins 26’ Fotuali’i 44’ | mt   | 63’ N. Easter |
| Myler 44’                    | tr   | 63’ B. Botica |
| Myler 20’, 35’               | c.p. | 39’ B. Botica |

| Arbitro: | Marius Mitrea |

|                         |      |                                 |
| Helu 39’ A. Johnson 64’ | mt   | 24’ Perenise 46’, 57’ R. Webber |
| Goode 39’               | tr   | 24’, 46’, 57’ G. Ford           |
| Goode 2’, 14’           | c.p. | 11’ G. Ford                     |

### Finale
| Arbitro: | Jérôme Garcès |

| |              | |
| Dowson 70’ Foden 75’ | mt           | 26’ A. Watson |
| Myler 70’ | tr           | 26’ G. Ford |
| Myler 6’, 23’, 47’, 56’, 59’, 63’ | c.p.         | 1’, 13’, 65’ G. Ford |
| · Foden · K. Pisi · G. Pisi · Burrell · North · Myler · 62’ Dickson · 42-52’ 62’ Corbisiero · 72’ Haywood · 58’ Mercey · Manoa · Lawes · 62’ Clark · T. Wood (c) · Dickinson | Formazioni   | · Abendanon · Rokoduguni · J. Joseph · Devoto 62’ · A. Watson 62’ · G. Ford · Young 47’ · Br. James 56’ · Dunn 67’ · D. Wilson 56’ · Hooper (c) 72’ · Attwood · Fearns · Louw · L. Houston 54’ |
| · 58’ Denman · 62’ Dowson · 62’ Fotuali’i · 62’ A. Waller · 72’ McMillan | Sostituzioni | · Stringer 47’ · Mercer 54’ · Catt 56’ · Perenise 56’ 70-80’ · Henson 62’ · Agulla 65’ · Guiñazú 67’ · Day 72’                                                                                 |
| Jim Mallinder | Allenatori   | Mike Ford |